# Berovo
Berovo (makedonska: Берово [ˈbɛrɔvɔ] lyssna (fil)) är en mindre stad i kommunen Berovo i östra Nordmakedonien. Staden ligger vid floden Bregalnica och Maleševobergen på cirka 850 meters höjd över havet, nära gränsen mot Bulgarien. Berovo hade 5 850 invånare vid folkräkningen år 2021.
Av invånarna i Berovo är 91,97 % makedonier, 6,00 % romer och 1,06 % turkar (2021).